# Кайндль, Раймунд Фридрих
Раймунд Фридрих Кайндль (нем. Raimund Friedrich Kaindl, 31 августа 1866, Черновицы — 14 марта 1930, Грац) — австрийский историк, этнограф, фольклорист, педагог.

## Биография
Раймунд Фридрих Кайндль происходил из семьи карпатских немцев. Его дед Иосиф, пекарь, в поисках лучшей доли перебрался из нижней Австрии в Снятын, где в 1810 году родился Антон Кайндль, отец историка. Впоследствии семья поселилась в Черновцах. Дед работал от зари до зари, чтобы сын мог учиться. Антон окончил реальную школу и учительские курсы и стал учителем рисования. А. Кайндль строил простые жилища, построил собственный дом на ул. Новый Мир (ныне ул. Шевченко, 94-96), мельницу, кафельную мастерскую.
Учился в немецкой гимназии в Черновцах. В 1885 году поступил в черновицкий университет (теперь Черновицкий национальный университет имени Юрия Федьковича), записавшись сразу на три отделения: истории, географии и немецкого языка и литературы. Со студенческой скамьи увлëкся изучением древней и средневековой истории Буковины и родного города — Черновцов, этнографией и фольклором русинов и их горной ветви — гуцулов. Летом 1891 года Кайндль сдал выпускные экзамены и стал учителем истории и географии. В декабре того же года защитил докторскую диссертацию и получил степень доктора философии. Темой диссертации было «Приобретение Буковины Австрией».
С 1892 года работал преподавателем в Черновицкой реальной школе, а также приват-доцентом австрийской истории Черновицкого университета. Летние месяцы 1889—1892 гг. проводил в экспедициях по сбору фольклорных материалов о жизни и быте гуцулов и русинов.
В конце XIX в. Раймунд Фридрих Кайндль стал ведущим знатоком этнографии и фольклора Гуцульщины, а также одним из самых заслуженных и продуктивных немецких исследователей жизни украинского народа в Австро-Венгрии.
Был избран членом научного общества им. Шевченко во Львове.
В начале первой мировой войны в сентябре 1914 года Кайндль переехал в Австрию в г. Грац.
В 1915-1930 годах Кайндль работал профессором Грацского университета.
Умер Р. Ф. Кайндль 14 марта 1930 г.

## Избранная библиография
Первые публикации работ Р. Ф. Кайндля об истории города Черновцы и истории Буковины появились в черновицких журналах в 1888 году.
Автор большого количества трудов по истории разных стран и народов, только на буковинскую тематику им написано и опубликовано 308 книг, монографий и статей, в том числе:
- «История Буковины» в 3-х томах,
- «Гуцулы, их жизнь, нравы и народные предания»[1] (Вена, 1894),
- «История немцев Прикарпатья»,
- «История Черновцов»,
- «Календарь праздников у русинов и гуцулов»,
- «Фольклорные материалы»,
- «Русинские сказки и мифы на Буковине» и др.

## Память
- В 1994 году в Черновцах на стене дома, где жил Кайндль, была открыта мемориальная таблица в честь учëного.
- Имя Раймунда Фридриха Кайндля нанесено на мраморной стеле, установленной в октябре 1995 года по случаю 120-летия Черновицкого университета в вестибюле его главного корпуса.